# Bloxwich
Bloxwich – miasto w Wielkiej Brytanii, w Anglii, w regionie West Midlands, w hrabstwie West Midlands, w dystrykcie Walsall.
W 2015 roku miasto liczyła 49 707 mieszkańców.